# Vartiovuorenmäki
Vartiovuorenpuisto le parc couvrant la collinne Vartiovuorenmäki du quartier de centre-ville de Turku en Finlande.

## Présentation
La colline culmine à 50 mètres d'altitude.
La superficie du parc Vartiovuorenpuisto est d'environ 7,1 hectares.
Le parc est connu, entre autres, pour le bâtiment de l'observatoire conçu par Carl Ludvig Engel dans les années 1810 et construit à son sommet 
Dans les environs de Vartiovuorenpuisto se trouvent également le quartier des artisans de Luostarinmäki, qui a survécu au grand incendie de Turku de 1827.
Le quartier des artisans, Vartiovuorenmäki, et l'observatoire de l'Académie de Turku, ont été choisi comme l'un des sites culturels construits d'intérêt national en Finlande.

## Galerie

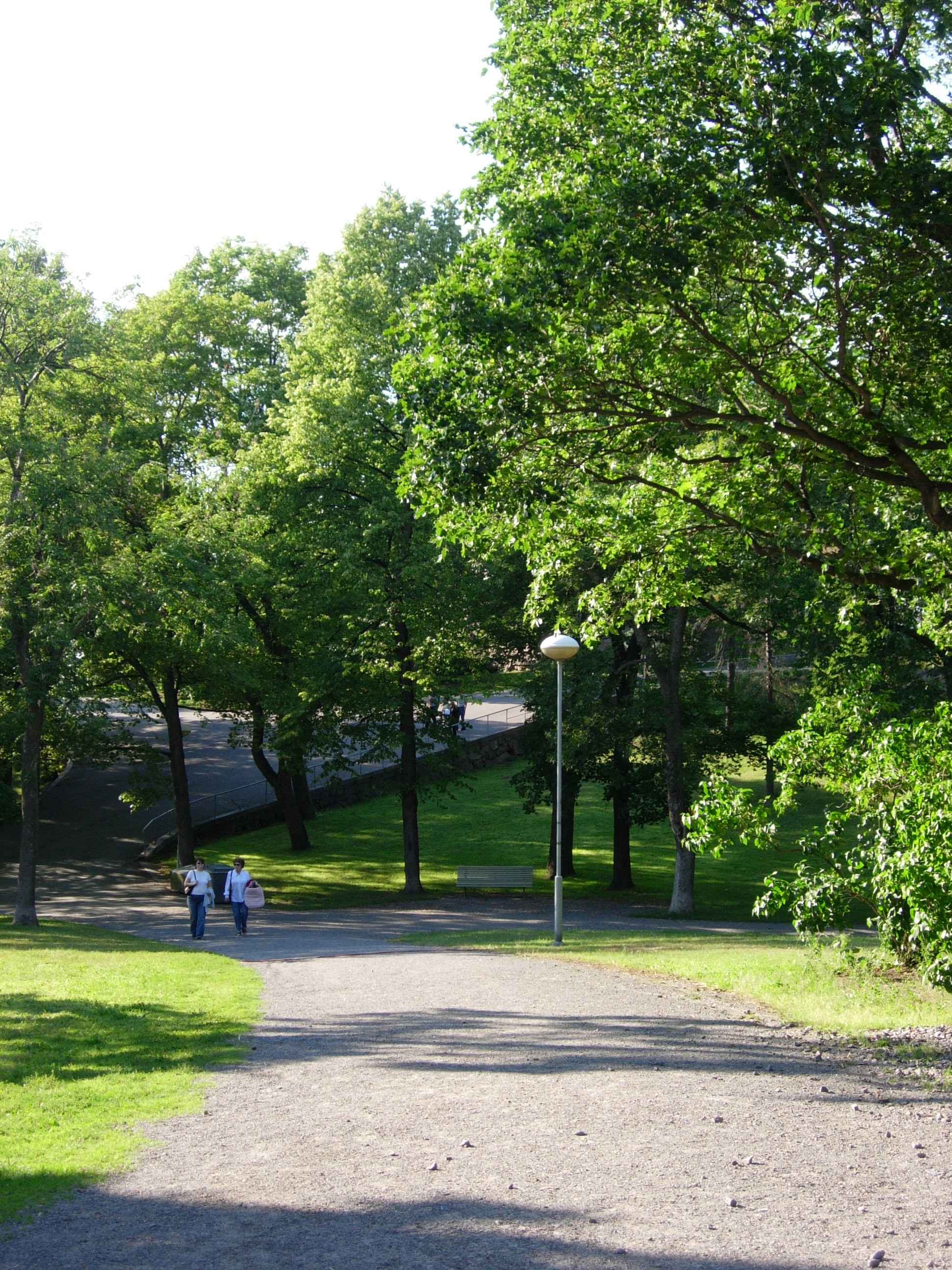
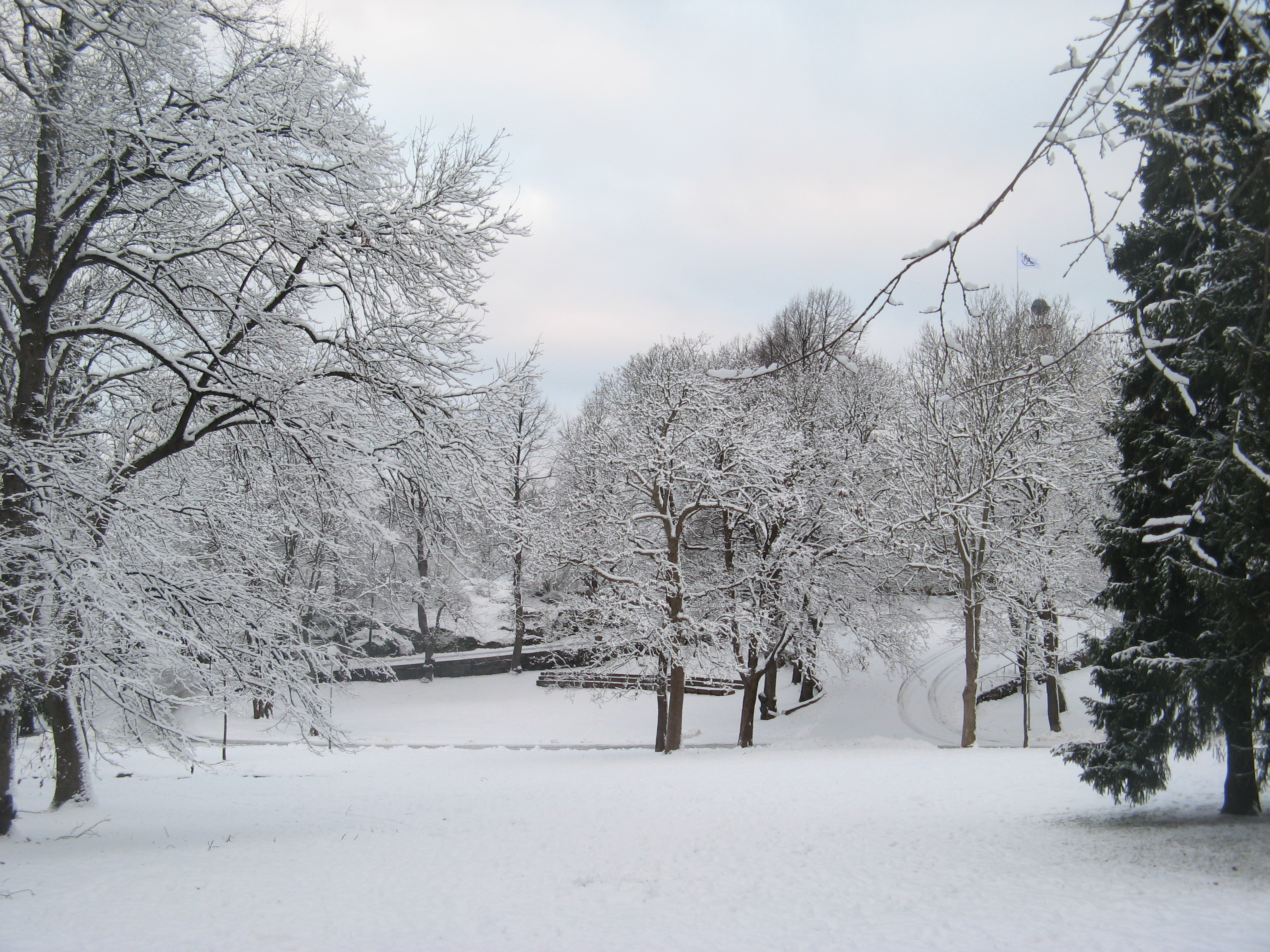
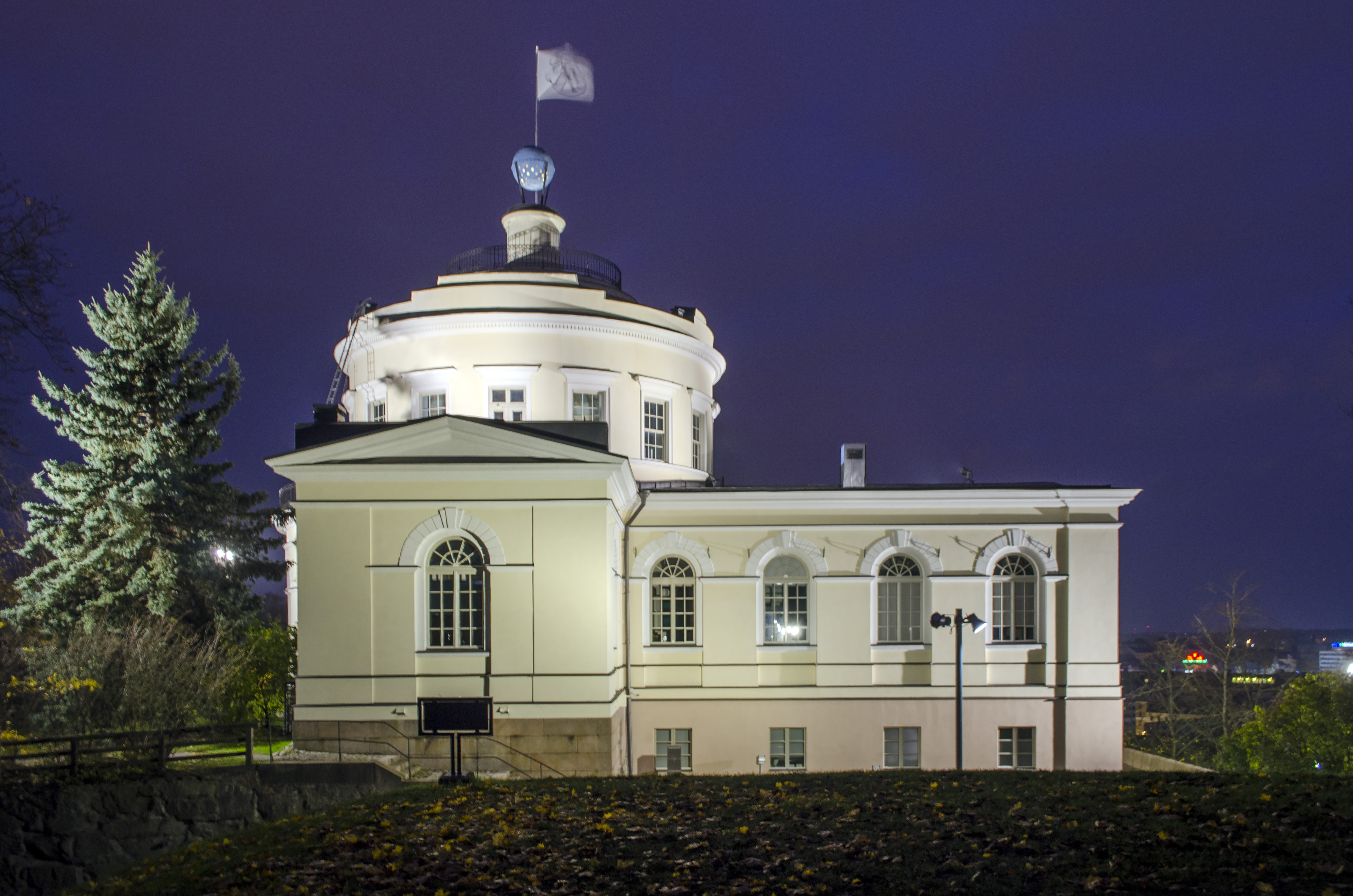
Observatoire de Vartiovuori.
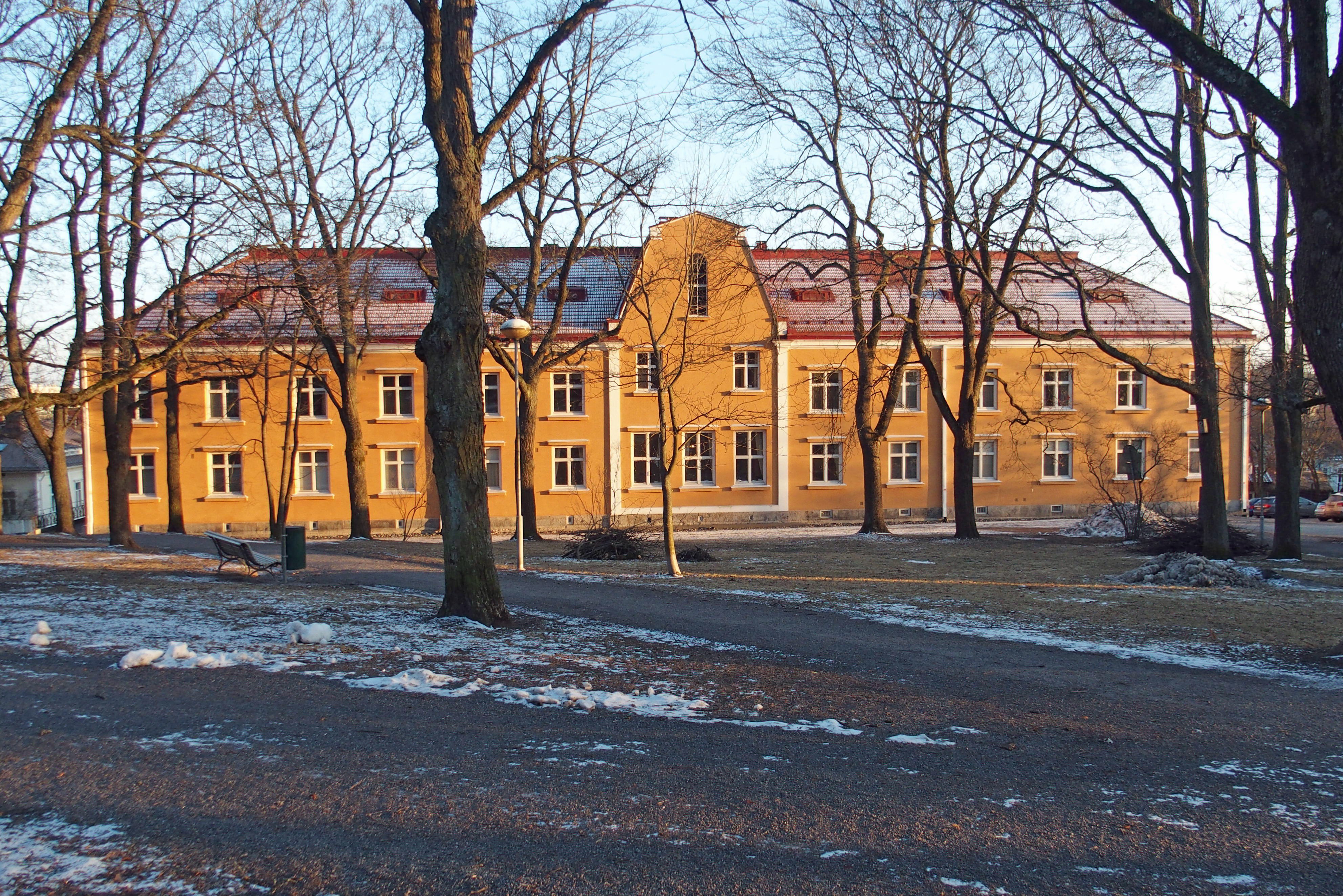
Hemmet.